# Sant Serni de Gurp
Sant Serni de Gurp, o Sant Sadurní de Gurp, és l'església romànica del poble de Gurp, al municipi de Tremp. Era sufragània de la parroquial de Santa Engràcia, tot i que actualment totes dues esglésies, amb la de Talarn, estan agrupades a Santa Maria de Vilamitjana, on viu el rector que les mena. Les primeres notícies relatives a la parròquia de Sant Serni daten del 1314, moment en què fou visitada pels delegats de l'arquebisbe de Tarragona.
L'església parroquial de Sant Serni està situada en el nucli de Gurp. És compon d'una sola nau coberta amb volta de canó lleugerament apuntada. La fesomia romànica original ha estat modificada per la construcció de capelles annexes als laterals nord i sud, així com per la construcció de la coberta sobrealçada de teula àrab i la conversió de l'absis en sagristia. La porta, situada en la façana sud, és formada per un arc de mig punt adovellat amb dues arquivoltes sobre impostes. Destaca de la façana oest l'espadanya de dos ulls, mentre que en el lateral est, s'identifica la forma semicircular de l'absis.

## Galeria d'imatges

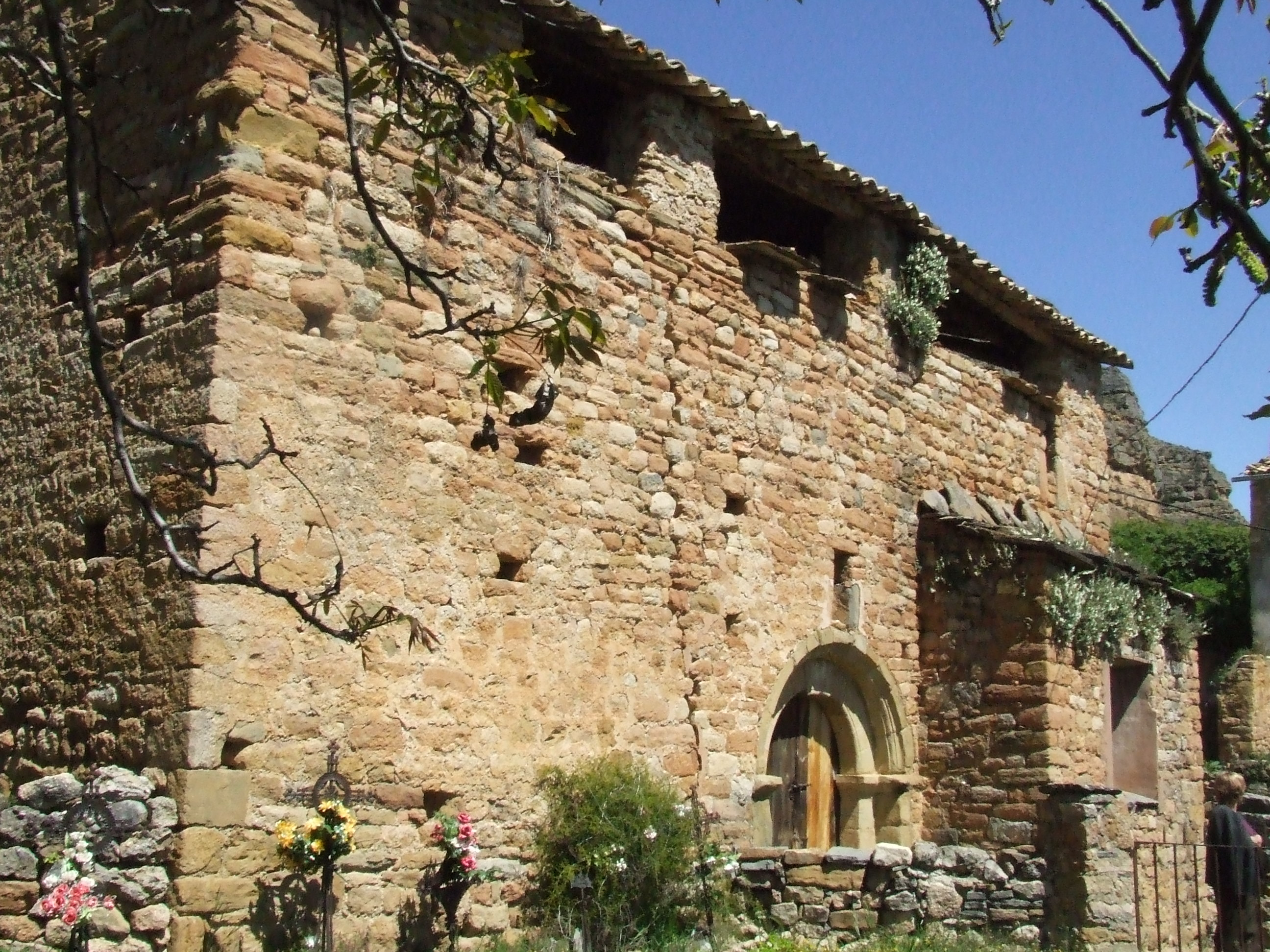
Façana de migdia
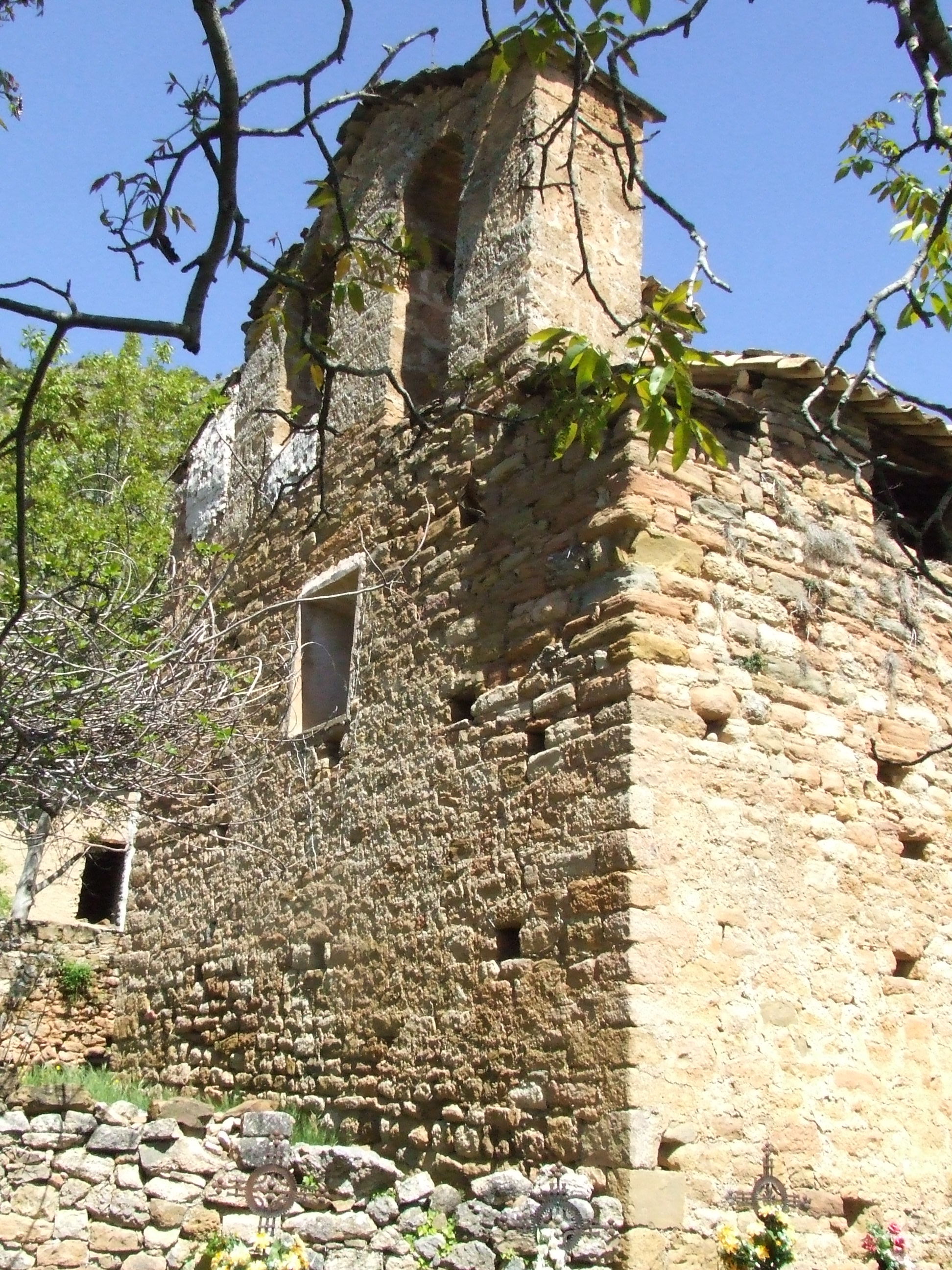
Façana de ponent
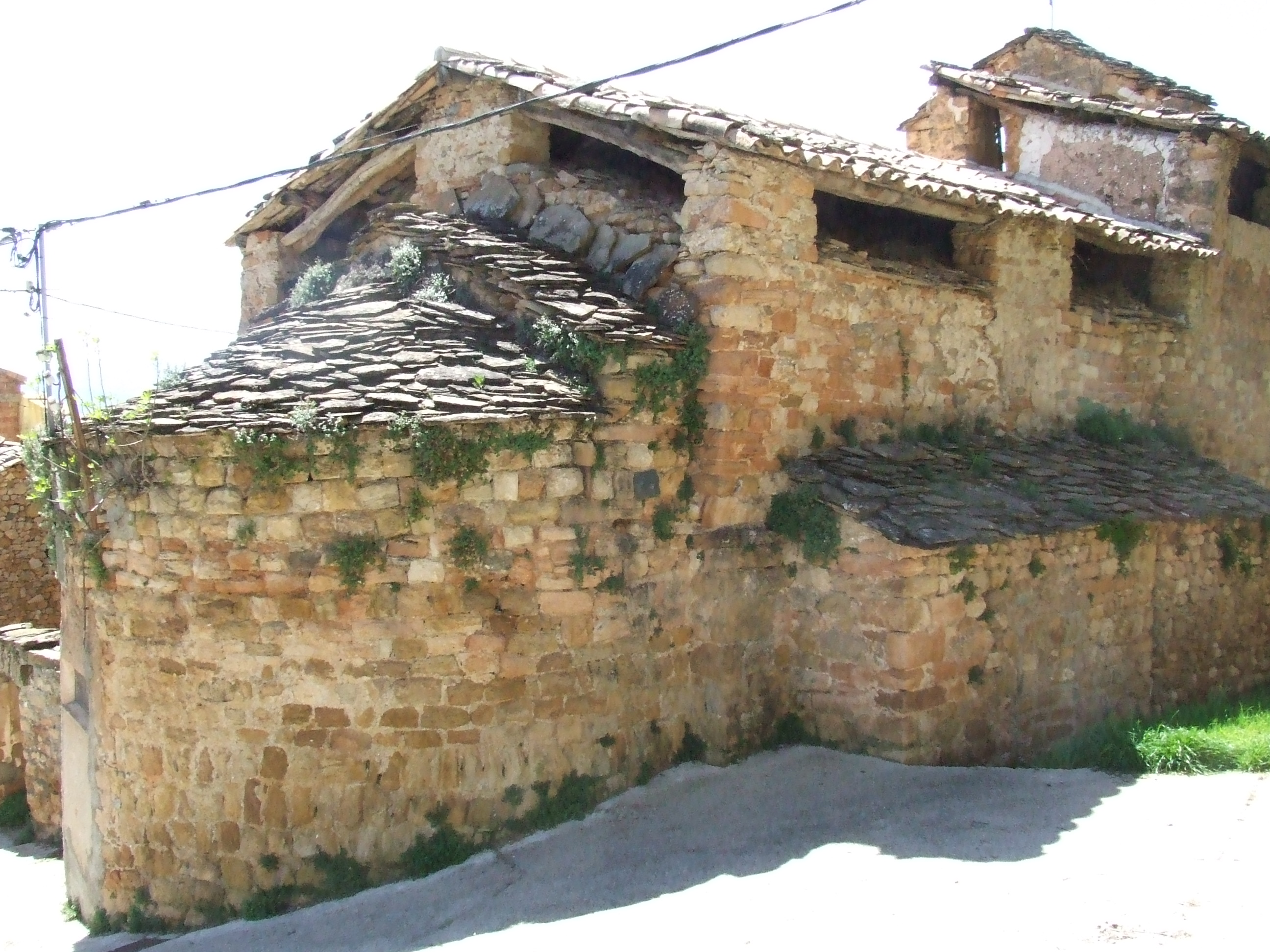
Façana nord i absis
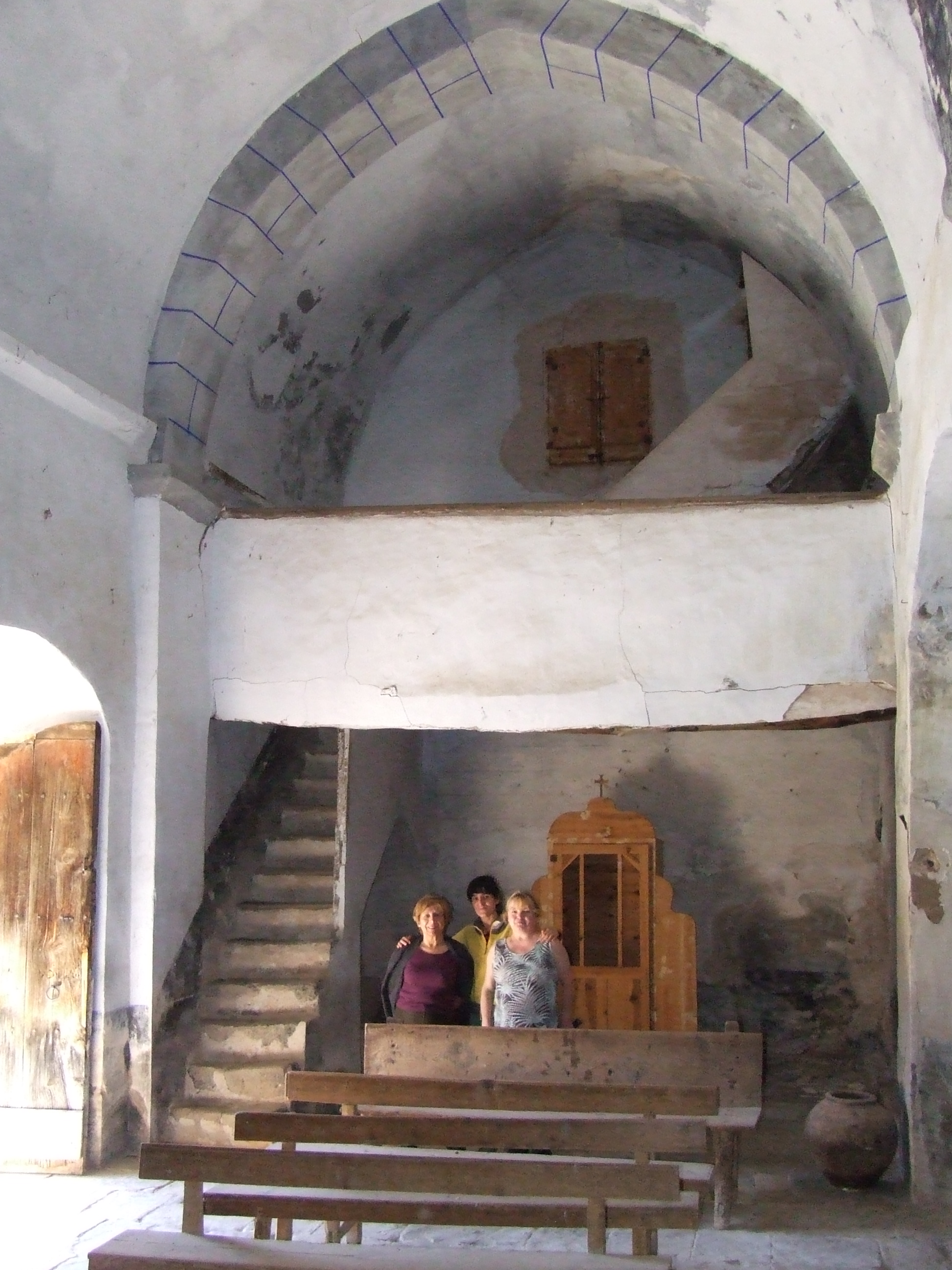
L'interior del temple, amb la nau lleugerament apuntada